# Oana Bondar
Oana Carmina Bondar (n. Herman, pe 26 martie 1983, în Cluj) este o handbalistă română care joacă pentru CS Minaur Baia Mare și echipa națională a României. Bondar a participat cu selecționata României la Campionatul European din 2014, unde aceasta s-a clasat pe locul al nouălea.
Oana Bondar este în general considerată de presa de specialitate din România drept una din cele mai bune jucătoare defensive din țară.

## Palmares
- Liga Națională:
  -  Câștigătoare: 2014
  -  Medalie de argint: 2013
  -  Medalie de bronz: 2015, 2016

- Cupa României:
  -  Câștigătoare: 2013, 2014
  - Semifinalistă: 2007

- Supercupa României:
  -  Câștigătoare: 2013

- Liga Campionilor:
  - Grupe: 2014
  - Calificări: 2012

- Cupa EHF:
  - Semifinalistă: 2016
  - Optimi: 2015
  - Turul 3: 2008
  - Turul 2: 2017

- Cupa Challenge EHF:
  -  Finalistă: 2003
  - Optimi: 2005

## Viața personală
Oana Bondar este căsătorită cu fostul handbalist român Alin Bondar.

## Statistică goluri și pase de gol
Conform Federației Române de Handbal, Federației Europene de Handbal și Federației Internaționale de Handbal:
| Sezon               | Echipă | Goluri |
| ------------------- | ------ | ------ |
|                     |        |        |
| 2017-18             |        |        |
| CS Minaur Baia Mare | 95     |        |

| Sezon                            | Echipă | Goluri |
| -------------------------------- | ------ | ------ |
|                                  |        |        |
| 2007-08                          |        |        |
| HCM Baia Mare                    | 37     |        |
|                                  |        |        |
| 2008-09                          |        |        |
| CS Știința Bacău                 |        |        |
|                                  |        |        |
| 2009-10                          |        |        |
| CS Știința Bacău                 | 54     |        |
|                                  |        |        |
| 2011-12                          |        |        |
| „U” Jolidon Cluj / HCM Baia Mare | - / 25 |        |
|                                  |        |        |
| 2012-13                          |        |        |
| HCM Baia Mare                    | 5      |        |
|                                  |        |        |
| 2013-14                          |        |        |
| HCM Baia Mare                    | 28     |        |
|                                  |        |        |
| 2014-15                          |        |        |
| Corona Brașov                    | 3      |        |
|                                  |        |        |
| 2015-16                          |        |        |
| Corona Brașov                    | 17     |        |
|                                  |        |        |
| 2016-17                          |        |        |
| Corona Brașov                    | 21     |        |
|                                  |        |        |
| 2018-19                          |        |        |
| CS Minaur Baia Mare              | 16     |        |

| Sezon               | Echipă | Goluri |
| ------------------- | ------ | ------ |
|                     |        |        |
| 2012-13             |        |        |
| HCM Baia Mare       | 2      |        |
|                     |        |        |
| 2013-14             |        |        |
| HCM Baia Mare       | 3      |        |
|                     |        |        |
| 2014-15             |        |        |
| Corona Brașov       | -      |        |
|                     |        |        |
| 2015-16             |        |        |
| Corona Brașov       | -      |        |
|                     |        |        |
| 2016-17             |        |        |
| Corona Brașov       | -      |        |
|                     |        |        |
| 2017-18             |        |        |
| CS Minaur Baia Mare | 2      |        |
|                     |        |        |
| 2018-19             |        |        |
| CS Minaur Baia Mare | 1      |        |

| Sezon         | Echipă | Goluri |
| ------------- | ------ | ------ |
|               |        |        |
| 2012-13       |        |        |
| HCM Baia Mare | -      |        |

| Ediția           | Echipă | Goluri | Pase de gol |
| ---------------- | ------ | ------ | ----------- |
|                  |        |        |             |
| Turcia 2001      |        |        |             |
| România junioare | 2      | 4      |             |

| Ediția                  | Echipă | Goluri | Pase de gol |
| ----------------------- | ------ | ------ | ----------- |
|                         |        |        |             |
| Ungaria și Croația 2014 |        |        |             |
| România                 | 1      | 1      |             |

| Sezon                | Echipă | Goluri |
| -------------------- | ------ | ------ |
|                      |        |        |
| 2011-12 (Calificări) |        |        |
| „U” Jolidon Cluj     | -      |        |
|                      |        |        |
| 2013-14              |        |        |
| HCM Baia Mare        | -      |        |

| Sezon         | Echipă | Goluri |
| ------------- | ------ | ------ |
|               |        |        |
| 2007-08       |        |        |
| HCM Baia Mare | -      |        |
|               |        |        |
| 2014-15       |        |        |
| Corona Brașov | 3      |        |
|               |        |        |
| 2015-16       |        |        |
| Corona Brașov | 6      |        |
|               |        |        |
| 2016-17       |        |        |
| Corona Brașov | 5      |        |

| Sezon                | Echipă | Goluri |
| -------------------- | ------ | ------ |
|                      |        |        |
| 2002-03              |        |        |
| HC Selmont Baia Mare | -      |        |
|                      |        |        |
| 2004-05              |        |        |
| HC Selmont Baia Mare | 8      |        |